# The Stunned Guys
The Stunned Guys ist das Pseudonym des italienischen Hardcore-Techno-Produzenten und DJs Massimiliano Monopoli (auch bekannt als Maxx). Ursprünglich war The Stunned Guys ein Duo, Gianluca Rossi (bekannt als Giangy) verließ jedoch den Act im April 2009.
The Stunned Guys gründeten 1996 ihr eigenes Label namens Traxtorm Records. Weitere Pseudonyme sind Da Beatblower und Turbolenza.
Die Stunned Guys produzierten, mixten und beteiligten sich unter anderem an mehreren Thunderdome-Compilations, der Always-Hardcore-Reihe, mehreren Masters-of-Hardcore-Compilations und gaben über 20 Releases als Interpreten heraus.